# Cladia
Cladia is een geslacht van korstmossen behorend tot de familie Cladoniaceae. De typesoort is Cladia aggregata.

## Soorten
Volgens Index Fungorum bevat het geslacht 20 soorten (peildatum oktober 2021):
| Soortnaam            | Auteur(s)                       | Publicatiejaar |
| -------------------- | ------------------------------- | -------------- |
| Cladia aggregata     | (Sw.) Nyl.                      | 1870           |
| Cladia beaugleholei  | (Filson) Parnmen & Lumbsch      | 2011           |
| Cladia blanchonii    | Parnmen & Lumbsch               | 2013           |
| Cladia cryptica      | Parnmen & Lumbsch               | 2013           |
| Cladia deformis      | Kantvilas & Elix                | 2000           |
| Cladia dumicola      | Kantvilas & Elix                | 2000           |
| Cladia glaucolivida  | (Müll. Arg.) Parnmen & Lumbsch  | 2012           |
| Cladia globosa       | Ahti                            | 2000           |
| Cladia gorgonea      | (Eschw.) Parnmen & Lumbsch      | 2013           |
| Cladia inflata       | (F. Wilson) D.J. Galloway       | 1977           |
| Cladia moniliformis  | Kantvilas & Elix                | 1987           |
| Cladia muelleri      | (Hampe) Parnmen, Elix & Lumbsch | 2012           |
| Cladia mutabilis     | Kantvilas & Elix                | 2000           |
| Cladia neocaledonica | (Räsänen) Parnmen & Lumbsch     | 2013           |
| Cladia occulta       | Kantvilas                       | 2012           |
| Cladia oreophila     | Kantvilas & Elix                | 2000           |
| Cladia schizopora    | (Nyl.) Nyl.                     | 1888           |
| Cladia tasmanica     | Parnmen & Lumbsch               | 2013           |
| Cladia terebrata     | (Laurer) Parnmen & Lumbsch      | 2013           |
| Cladia xanthocarpa   | Elix & P.M. McCarthy            | 2018           |